# Бородуліно
Бороду́ліно (рос. Бородулино) — село у складі Сисертського міського округу Свердловської області.
Населення — 1274 особи (2010, 1113 у 2002).
Національний склад населення станом на 2002 рік: росіяни — 81 %.